# Горошинська сільська рада
Горо́шинська сільська́ ра́да — адміністративно-територіальна одиниця та орган місцевого самоврядування в Семенівському районі Полтавської області. Адміністративний центр — село Горошине.

## Загальні відомості
- Населення ради: 1200 осіб (станом на 2001 рік)

## Населені пункти
Сільській раді були підпорядковані населені пункти:
- c. Горошине
- с. Гаївка
- с. Кукоби
- с. Старий Калкаїв

## Склад ради
Рада складалася з 12 депутатів та голови.
- Голова ради: Надточій Юрій Олексійович
- Секретар ради: Прищепа Лариса Миколаївна

### Керівний склад попередніх скликань
| Прізвище, ім'я, по батькові | Основні відомості                                                                | Дата обрання | Дата звільнення |
| --------------------------- | -------------------------------------------------------------------------------- | ------------ | --------------- |
| Нестеренко Іван Іванович    | Сільський голова, 1970 року народження, член Соціал-демократичної партії України | 26.03.2006   | 31.10.2010      |
| Надточій Юрій Олексійович   | Сільський голова, 1973 року народження, освіта вища, безпартійний                | 31.10.2010   | 25.10.2015      |
| Надточій Юрій Олексійович   | Сільський голова, 1973 року народження, освіта вища, безпартійний                | 25.10.2015   |                 |

Примітка: таблиця складена за даними сайту Верховної Ради України та ЦВК

### Депутати VII скликання
За результатами місцевих виборів 2015 року депутатами ради стали:

#### За суб'єктами висування
| Суб'єкт висування                                       | Кількість обраних депутатів | %     |
| ------------------------------------------------------- | --------------------------- | ----- |
| Самовисування                                           | 6                           | 50.00 |
| Аграрна партія України                                  | 5                           | 41.67 |
| Політична партія Всеукраїнське об'єднання «Батьківщина» | 1                           | 8.33  |

#### За округами
| № округу | Прізвище, ім'я, по батькові        | Ким висунуто                                            | Дата нар.  | Освіта             | Партійна приналежність                                        | Відомості                         |
| -------- | ---------------------------------- | ------------------------------------------------------- | ---------- | ------------------ | ------------------------------------------------------------- | --------------------------------- |
| 1        | Прищепа Лариса Миколаївна          | Самовисування                                           | 06.10.1968 | середня спеціальна | безпартійна                                                   | Сільська рада, секретар виконкому |
| 2        | Шуліка Наталія Валеріївна          | Аграрна партія України                                  | 15.09.1982 | загальна середня   | безпартійна                                                   | ТОВ «Семаль», завідувачка складом |
| 3        | Литвиненко Світлана Іванівна       | Аграрна партія України                                  | 14.12.1981 | середня спеціальна | безпартійна                                                   | Сільська рада, рахівник-касир     |
| 4        | Надворна Наталія Григорівна        | Аграрна партія України                                  | 27.10.1972 | середня спеціальна | безпартійна                                                   | Сільська рада, бухгалтер          |
| 5        | Ілляшевич Тамара Петрівна          | Самовисування                                           | 11.06.1959 | вища               | безпартійна                                                   | Горошинська ЗОШ, директор школи   |
| 6        | Ігнатенко Ніна Іванівна            | Самовисування                                           | 05.01.1969 | середня спеціальна | безпартійна                                                   | пенсіонер                         |
| 7        | Надточій Аліна Миколаївна          | політична партія Всеукраїнське об'єднання «Батьківщина» | 08.07.1951 | середня спеціальна | член політичної партії Всеукраїнське об'єднання «Батьківщина» | Аптека № 143, завідувачка аптеки  |
| 8        | Тукало Анатолій Васильович         | Самовисування                                           | 19.08.1960 | середня спеціальна | безпартійний                                                  | Лубенське лісництво, лісничий     |
| 9        | Литвиненко Валерій Олександрович   | Самовисування                                           | 07.08.1976 | загальна середня   | безпартійний                                                  | ФГ «Журавель», тракторист         |
| 10       | Сіренко Олег Степанович            | Самовисування                                           | 05.08.1975 | загальна середня   | безпартійний                                                  | ФГ «Гаївське», тракторист         |
| 11       | Данильченко Анатолій Олександрович | Аграрна партія України                                  | 20.05.1967 | вища               | член Аграрної партії України                                  | Сільська рада, землевпорядник     |
| 12       | Чувикін Сергій Андрійович          | Аграрна партія України                                  | 19.06.1968 | загальна середня   | безпартійний                                                  | тракторист                        |